# William Pendleton
William Nelson Pendleton (ur. 26 grudnia 1809 w Richmond, zm. 15 stycznia 1883 w Lexington) – amerykański nauczyciel, pastor oraz wojskowy, walczący po stronie Konfederacji podczas wojny secesyjnej. Przez większą część konfliktu służył jako głównodowodzący artylerii pod generałem Robertem E. Lee. Po wojnie powrócił do kapłaństwa i został pisarzem religijnym.